# Топијар
Топијар (енгл. topiary) је скулптура направљена уметничким обликовањем дрвећа и жбуња.

## Топијарни облици
Топијарним обликовањем могу се добити различите фигуре; од најједноставнијих, геометријских, какве су коцке и кугле, па до правих зелених скулптура људи и животиња. Иако уметнички веома вредне ове скулптуре нису трајне. Њихово постојање зависи од животног века биљака од којих се праве, али још више од интензитета одржавања. Без редовног одржавања ове скулптуре врло брзо губе облик и нестају. Најједноставније топијарне форме су резане живе ограде и бордуре.

## Врсте погодне за обликовање
Нису све врсте погодне за обликовање. Само врсте способне да се брзо регенеришу могу поднети овако драстична оштећења, а међу њима се бирају ситнолисне врсте густе и компактне крошње. Најпогодније су следеће врсте:
- Шимшир (Buxus sempervirens) који се у ову сврху користи још од античког доба, али му је мана што расте споро
- Тиса (Taxus baccata), врста изузетно добре регенеративне способности, а уз то и изузетно дуговечна.
- Тује – различите врсте (Thuja sp.)
- Пачемпреси (Chamaecyparis. Sp.) – различите врсте
- Купресокипарис (Cupressocyparis leylandii), ретка врста, али веома густе и компактне крошње, изузетно добро подноси орезивање

За резане живе ограде и геометријске форме могу се користити и друге врсте, неке чак веома крупног лишћа:
- Калина (Ligustrum vulgare), најјефтинија и најчешће коришћена врста
- Ловор вишња (Prunus laurocerasus) сјајних и веома крупних листова
- Жутика (Berberis thunbergii) који има више варијетета различите боје листова, па се на тај начин могу добити веома интересантни вишебојни облици.
- Јапанска курика (Euonymus japonicus) који се такође јавља у варијететима различито обојених, чак и вишебојних листова
- Сиријска ружа (Hibiscus syriacus) или сиријски хибискус који има и лепе, крупне цветове пастелних боја
- Клен (Acer campestre), врста јавора од ког се, захваљујући крошњи која се формира од земље, могу формирати веома високе и непробојне живе ограде
- Граб (Carpinus betulus) од чије густе крошње се могу формирати невероватни зелени масиви, непробојни попут правих зидова
- Буква (Fagus sylvatica)

Осим дрвећа и жбуња за обликоване форме могу се користити и неке пузавице. Најпогодније врсте за то су:
- Бршљан (Hedera sp.) – различите врсте и варијетети, посебно они ситнолисни
- Орлови нокти (Lonicera caprifolium), осим што расте брзо, обилно цвета а цветови су интензивног и веома пријатног мириса

## Обликовање и одржавање топијара
Основни, геометријски облици могу се добити и само једноставним орезивањем. Међутим, далеко је лакше, а за сложеније облике и неопходно, користити жичани костур. Биљке се саде унутар костура, а када довољно израсту њихове крошње покривају конструкцију. Жичани костур омогуђава и касније лакше одржавање жељеног облика.
За формирање једне топијарне форме потребно је неколико година. Формирана зелена скулптура захтева стално орезивање, неколико пута током вегетационе сезоне. Уколико се то не би радило младе гране би врло брзо израсле и облик би се изгубио за много мање времена него што је било потребно за његово формирање.
За једноставне резане живе ограде и аморфне форме популарне на Далеком истоку жичани костури нису неопходни.
- Различити облици геометријских топијара

## Историја
Уметничко обликовање биљака – топијар у вртној уметности Европе појављује се још у Старом Риму. Прве записе о топијарним формама налазимо у делима Плинија Млађег који описује врт са стазама оивиченим бордурама од резаног биља. Међутим, богати Римљани се нису задовољавали само бордурама. Њихове вртове красиле су живописни топијари, од геометријских форми (кугле, обелисци, спирале...) до фигура животиња и људи. Ову вештину упражњавали су мајстори – вртлари који су се звали топиари.
Средњи век вртове затвара међу зидове па недостатак простора, али и ограничене финансијске могућности, топијарију своде на вештину орезивања живих ограда и бордура које дефинишу њихову изражену геометрију. Простор између бордура попуњава се разнобојним цветницама, а када то није било могуће користио се ситан шљунак. Ренесанса, међутим и овој грани уметности, као и осталима, враћа антички сјај. У италијанским ренесансним вртовима појављују се лавиринти од резаног жбуња, али и фигуре по узору на вртове Старог Рима. Из Италије се вртна уметност преноси у Француску, где настају величанствени партери, попут чипке обликовани резаним ниским растињем. Француски вртлари у толикој мери пропагирају резање биљака и стварања топијарних форми да им се често замера да нарушавају и кваре природу.
Овај тренд наставља се и у барокним вртовима, да би потпуно био прекинут почетком 18. века, појавом енглеског пејзажног стила. Енглески пејзажисти овакве форме укидају, критикују, чак и исмевају. Ипак, поједини вртлари толеришу обликовано растиње, али само ако је повезано са архитектуром, што би се могло назвати прапочетком мешовитог стила 19. века, који доноси компромис и у вртној уметности мири геометрију са прироом.
- Бордуре дефинишу изражену геометрију врта
- „Чипкасти врт“ наглашене симетрије.
- Зелени лавиринт
- Фигуре животиња
- Различити облици топијара

На Далеком истоку уметност обликоваља биљака такође је била позната од давнина. Међутим, њихов циљ није био да промене природу, већ да биљкама дају облике који подражавају форме настале деловањем природних сила (киша, ветар, снег), што је у тесној вези са бонсаи уметношћу. Најближе европским су аморфне топијарне форме обликоване тако да асоцирају на облаке.

## Топијари данас
Данас се топијарне форме радо користе, али најчешће на репрезентативним местима, јер захтевају интензивно одржавање што често изискује велика финансијска улагања. Разиграни, маштовити топијари често се могу срести на већим парковским површинама (зелене површине забавних паркова, зоолошких вртова и сл.) док су изграђеним градским просторима (тргови, прилази монументалним објектима, простори око споменика и сл.) примереније геометријске или флуидне источњачке форме.
- Примери савремених топијара
- Парк Ретиро, Мадрид
- Градски трг, Плесзев, Пољска
- Споменик захвалности Француској на Калемегдану.
- Композиција „Сова“, Гупкин, Русија
- Замак Успаване лепотице, Дизниленд
- Парк Касим, Карачи, Пакистан
- Топијари на изложби Royal Flora Expo 2006, Чиангмаи, Тајланд